# Khanigau
Khanigau (nep. खानिगाउँ) – gaun wikas samiti w zachodniej części Nepalu w strefie Lumbini w dystrykcie Palpa. Według nepalskiego spisu powszechnego z 2001 roku liczył on 437 gospodarstw domowych i 2291 mieszkańców (1301 kobiet i 990 mężczyzn).